# Dypsis curtisii
Dypsis curtisii – gatunek palmy z rzędu arekowców (Arecales). Występuje endemicznie na Madagaskarze, w prowincji Antsiranana. Znane są 2-5 jego naturalne stanowiska.
Rośnie w bioklimacie średniowilgotnym. Występuje na wysokości do 1500–2000 m n.p.m.